# Samedi saint
 (octobre 2016).
Si vous disposez d'ouvrages ou d'articles de référence ou si vous connaissez des sites web de qualité traitant du thème abordé ici, merci de compléter l'article en donnant les références utiles à sa vérifiabilité et en les liant à la section « Notes et références ».
Le Samedi saint (en latin : Sabbatum Sanctum) est, dans le christianisme, le samedi de la Semaine sainte, donc la veille du dimanche de Pâques. Il fait partie du Triduum pascal.
Ce samedi qui précède Pâques est parfois appelé à tort samedi de Pâques, mais pour les rites orthodoxes comme catholiques le samedi de Pâques est celui de la semaine radieuse (chez les orientaux) ou de l'octave de Pâques (chez les catholiques).

## Dans le rite romain
C'est pour les catholiques un jour de silence, d'attente et de recueillement. Ils méditent sur les souffrances de Jésus-Christ, sa mort et son ensevelissement, "la descente du Christ aux enfers", un article du Symbole des apôtres, et sa future Résurrection. On ne célèbre dans le rite romain ni messe ni baptême, ni mariage en ce jour, et l'eucharistie n'est délivrée que dans le cadre du sacrement des malades. La célébration de la Résurrection commence le samedi soir à la vigile pascale, alors qu'avant la réforme de la Semaine sainte entreprise par Pie XII, elle avait lieu le samedi matin.

## Dans le rite byzantin
Le Samedi saint est, dans le rite byzantin (commun aux Églises orthodoxes, et à certaines Églises catholiques orientales), le dernier jour du Grand Carême.
Les matines commencent par le chant des 176 versets du psaume 118 intercalé de versets appelés « eulogies », qui s'achèvent par le chant des euloghétaires de la Résurrection, habituellement chantés le dimanche. L'office comporte plusieurs autres éléments qui appartiennent habituellement aux offices de la Résurrection célébrés tous les dimanches de l'année. Le canon comporte huit odes, et son acrostiche est « Et aujourd'hui je chante le Grand Samedi ». Après les laudes, on chante la grande doxologie, qui s'achève par une procession où l'on porte l'épitaphion hors de l'église. Au retour dans l'église, un lecteur chante de manière très ornée la prophétie d'Ezéchiel (la résurrection des os, 37, 1-14), puis on lit une épître et une péricope évangélique, précédée d'un alléluia dont les versets sont ceux des stichères de Pâques.
Aux vêpres, après le lucernaire, sont lues quinze parémies (lectures vétérotestamentaires) qui annoncent la descente du Christ aux Enfers et le triomphe sur la mort. C'est le reste de la pratique de l’ancienne tradition liturgique de l’Église de Constantinople, où l'on baptisait à ce moment les catéchumènes adultes. Ces lectures sont :
1. la création de l'univers (Gn 1) ;
2. la prophétie d'Isaïe sur Jérusalem (Is 60) ;
3. l'institution de la Pâque juive (Ex 12) ;
4. la mission de Jonas (Jon 1-4) ;
5. l'arrivée des Hébreux en Terre Promise (Jos 5) ;
6. la traversée de la Mer Rouge et le cantique d'actions de grâce de Moïse (Ex 13-15) ;
7. la prophétie de Sophonie sur Jérusalem (So 3) ;
8. la résurrection de l'enfant de la veuve de Sidon par Élie (I Rois 17) ;
9. la prophétie d'Isaïe sur le salut (Is 61) ;
10. le sacrifice d'Isaac par Abraham (Gn 22) ;
11. la prophétie d'Isaïe sur l'Alliance (Is 61) ;
12. la résurrection du fils de la Sunamite par Elisée (II Rois, 4) ;
13. la prophétie d'Isaïe sur la justice de Dieu (Is 63) ;
14. la prophétie de Jérémie sur l'Alliance (Jr 31) ;
15. le supplice des trois jeunes gens dans la Fournaise (Dn 3).

A la fin de la sixième et de la quinzième lecture, le chœur se rassemble au milieu de l'église pour chanter un refrain pendant que le lecteur psalmodie le texte des cantiques.
On passe ensuite directement à la divine liturgie de saint Basile le Grand. Au lieu de l'alléluia qui précède la lecture de l'évangile, on chante le verset « Lève-Toi, Seigneur », tiré des Psaumes (Exsurge, Domine) qui était, à l’origine, le premier hymne pascal avant que « Le Christ est ressuscité » (Hristos anesti) ne le remplace. Au lieu du chérubicon, à l'offertoire, on chante la très ancienne hymne « Que toute chair mortelle fasse silence ».